# Philipp Herrlein

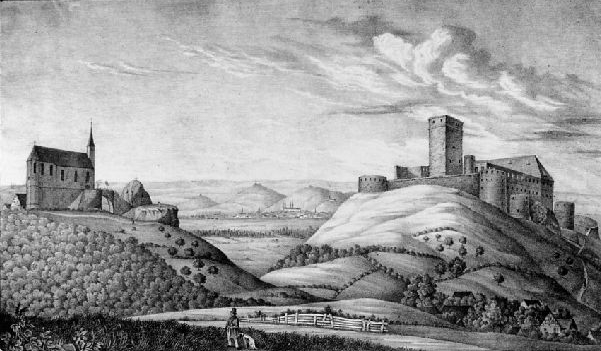
Ansicht der Giechburg (rechts) um 1836

Philipp Herrlein (* 18. November 1794 in Fürth; † 24. Mai 1850 ebenda) war ein deutscher Lithograf.

## Leben
Herrlein war nach seinen eigenen Angaben Zeichner und Lithograf. Seine Ansicht von Bad Kissingen trägt die Fußzeile „Nach der Natur gez[eichnet] und lith[ografiert] von Herrlein in Fürth“, die Darstellung des Obstmarkts von Fürth dagegen ist gezeichnet und graviert von Georg Christoph Wilder, Herrlein ist lediglich als derjenige, welcher den Steindruck besorgt hat, genannt.

## Werke

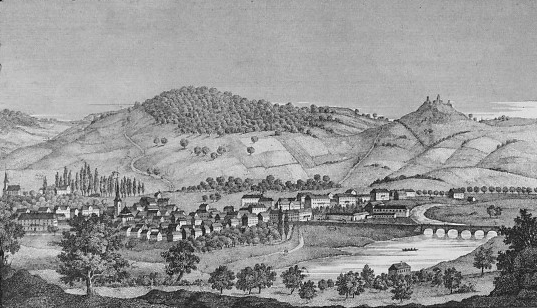
Philipp Herrlein, Ansicht von Bad Kissingen (Ausschnitt)

- Kissingen u. seine Umgebungen: Gesamtansicht Bad Kissingens von der Nordseite (11 × 19 cm), umgeben von 12 weiteren Ansichten (Aschach, Bellevue, Bocklet, Bodenlaube, Klaushof, Kurhaus Kissingen, Ölmühle, Ragozybrunnen, Saline, Seehof, Trimburg, Burgtor zu Trimburg). Lithografie von Philipp Herrlein, gedruckt von Carl Christian Jügel in Frankfurt am Main, um 1840, (Format 27 × 38,5 cm)
- Altenburg: Schloss Altenburg mit Blick ins Tal, umrahmt von Ornamenten mit Ritterfiguren, dazu Daten und Erklärungen zur Geschichte des Schlosses, Lithografie um 1840 (Format 27 × 37 cm)
- Ruine der ehemaligen Burg zu Erlangen, Lithografie um 1830 (Format 8,5 × 16,5 cm)
- Erlangen, 1834
- Der Obstmarkt in Fürth, um 1835
- Giech-Gügel mit Bamberg als Hintergrund, um 1836